# Lluís Dalmau

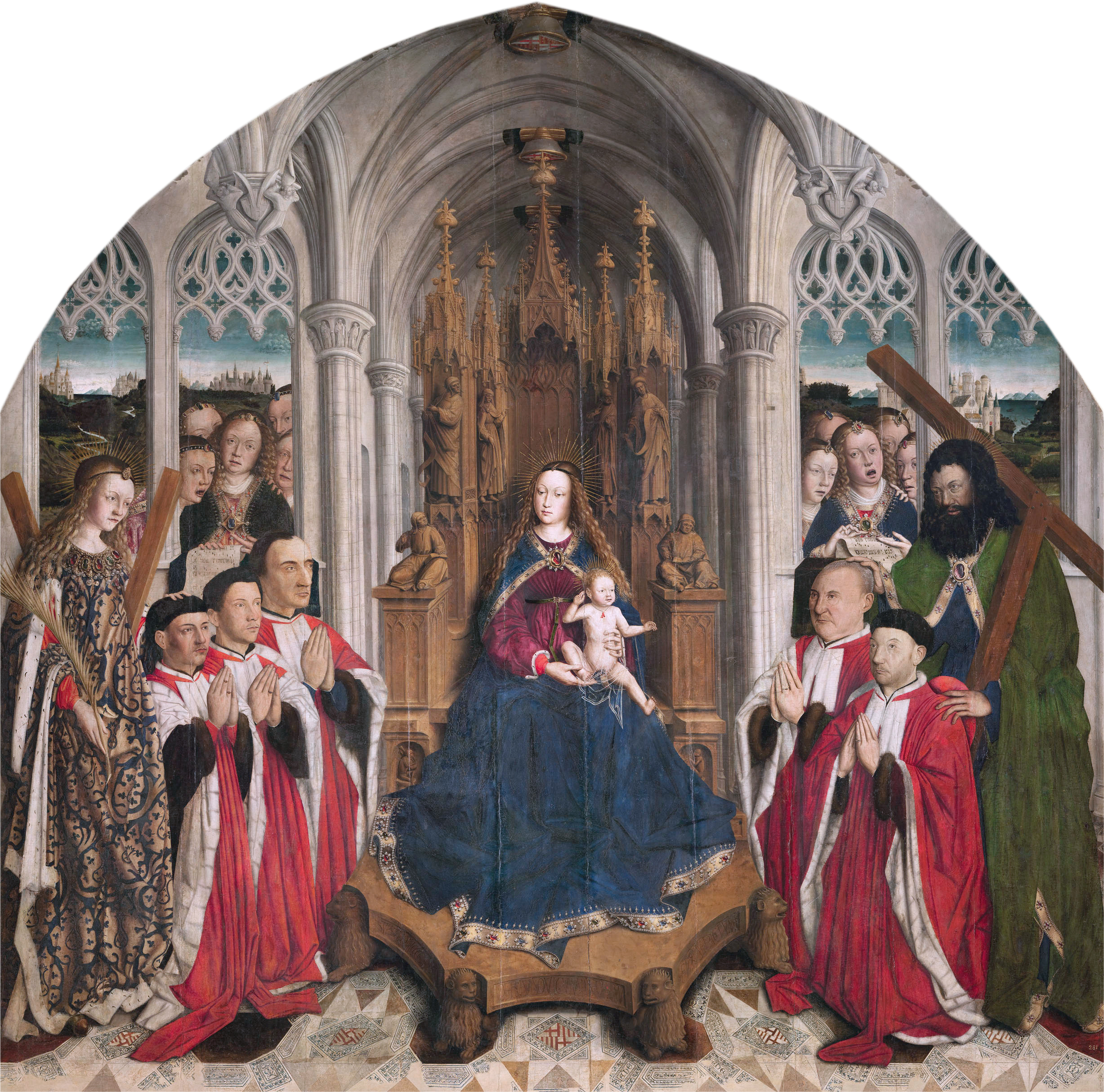
Virgen dels Consellers, 1443-1445, óleo sobre tabla, 316 x 312,5 cm, Barcelona, Museo Nacional de Arte de Cataluña, en depósito del Ayuntamiento de Barcelona.

Luis o Lluís Dalmau (fl. 1428-1461) fue un pintor gótico español, introductor del estilo hispanoflamenco en la Corona de Aragón. Originario de la ciudad de Valencia, se le documenta a partir de 1428 como pintor del rey Alfonso V el Magnánimo.

## Biografía
En agosto de 1428, titulándose «pintor de la Ciutat de Valencia» y de la casa «del senyor rei», fue enviado por Alfonso V al reino de Castilla, lo que le originó algunos gastos no especificados por los que se le abonaron 330 sueldos. Aunque se ignora el motivo y recorrido del viaje, se ha pensado que pudiera haberse encontrado en él con Jan van Eyck, que entre octubre de 1428 y diciembre de 1429 viajó de Borgoña a Lisboa para retratar a Isabel de Portugal, prometida del duque Felipe III de Borgoña. Tres años después, en septiembre de 1431, el rey Alfonso el Magnánimo ordenó el pago de 100 florines al pintor para que viajase a Flandes. Se desconoce de nuevo el motivo del viaje y su duración, pero se ha pensado que pudiera estar relacionado con la adquisición de tapices para el monarca pues el mismo día se pagaron 50 florines al maestro tapicero Guillem Ovexe para que retornase a su tierra en el condado de Flandes.
Las influencias en la obra de Dalmau del Políptico de Gante de Jan van Eyck, expuesto en Brujas hasta mayo de 1432, y de la Virgen del canónigo Van der Paele, concluida en 1436, hacen pensar que la estancia en Flandes se prolongase hasta este último año, cuando se le documenta de nuevo en Valencia encargado de la decoración de una tienda que había hecho levantar Alfonso V en la ciudad. En septiembre firmó carta de pago por una Anunciación pintada para el altar del castillo de Játiva y en febrero de 1437 cobró por un San Miguel que había pintado con destino a la misma tienda del rey en Valencia. Se le pierde luego la pista hasta 1443, cuando ya en Barcelona contrató el retablo de la Virgen dels Consellers, la primera de sus obras conservadas.
En noviembre de 1447 y en compañía de otro pintor valenciano, Bartomeu Almenara, se encontraba en San Baudilio de Llobregat quizá con objeto de informar sobre la construcción del retablo de su iglesia parroquial cuya pintura contrató un año después. La tabla central de este retablo de San Baudelio, oculta bajo repintes barrocos, fue descubierta en 1964 por Joan Ainaud de Lasarte al proceder a su restauración. Obra importante hubo de ser el retablo de la capilla de San Antonio en la iglesia de Santa María del Mar, contratado en 1449, al que siguieron algunos otros encargos perdidos, como el del retablo de Santa Cecilia para la parroquial de Mataró, contratado en 1459, y el retablo mayor del convento de Sant Agustí Vell de Barcelona, por el que la cofradía de los curtidores se comprometía a pagarle la desusada suma de 1100 libras, aunque quien finalmente se haría cargo de él sería Jaume Huguet, probablemente por muerte de Dalmau. Todavía en 1460 cobró del rey Juan II de Aragón diversas cantidades por obras menores, como la pintura de unos pendones de trompetas, una cubresillas con las armas reales y dos guarniciones de caballos. En marzo de 1461 nombró árbitro para mediar en la disputa que tenía con el pintor de Barcelona Gaspar Gual, con el que se había asociado para pintar los pendones de las trompetas y banderas de la nave real, interrumpiéndose a partir de entonces las noticias relacionadas con él, ausente en el momento de darse lectura a la resolución arbitral que ponía fin a este pleito, el 4 de abril de 1461.

## Obra

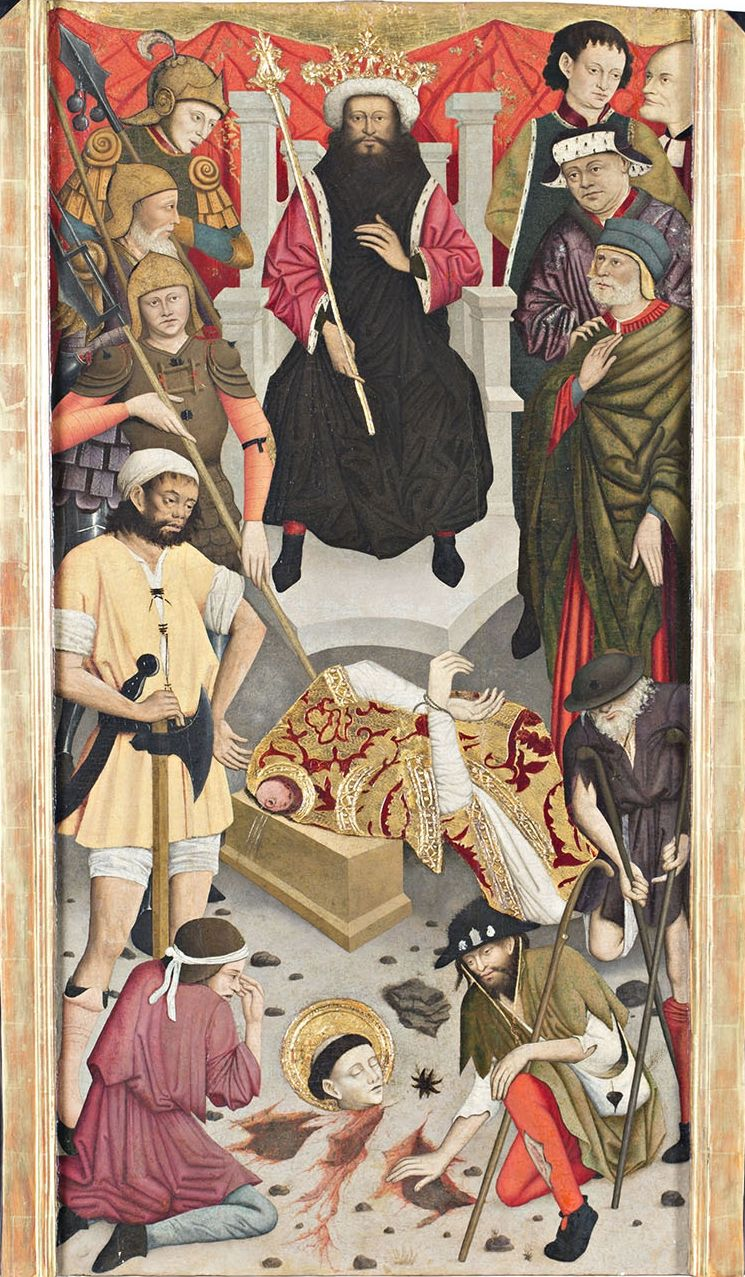
Decapitación de san Baudilio, MNAC.

Dos son únicamente las obras documentadas a nombre de Dalmau que se han conservado: la Virgen dels Consellers, encargo del Consejo de Ciento de la ciudad de Barcelona, y la tabla central del retablo de San Baudilio.
El 4 de septiembre de 1443, según acta de la reunión del Consejo de Ciento, los consejeros acordaron encargar un retablo de Nuestra Señora para la capilla de la Casa de la Ciudad a «lo millor e pus abte pintor qui encerchar de trovar se posqués». Firmado «SUB ANNO MCCCCXLV PER LUDOVICUM DALMAU FUIT DEPICTUM», la aparición de la firma en el siglo XIX hizo posible el reconocimiento de la valía artística del pintor. Conservado en el Museo Nacional de Arte de Cataluña, el retablo de la Virgen dels Consellers muestra claras influencias de la pintura flamenca tanto en cuanto a técnica, con la introducción del óleo, como en los motivos simbólicos y en la calidad de los retratos de los consellers, protegidos por Santa Eulalia y San Andrés, que conforme al contrato debían reflejar fielmente los rasgos reales de los retratados. Superando los estilemas del gótico internacional y a pesar de que el contrato establecía que los fondos debían ser de oro, Dalmau iba a sustituir por vez primera el fondo dorado por un paisaje visible en la lejanía, bajo arcos y tracerías góticos, rasgo de modernidad contrarrestado por alguna incoherencia en la creación del espacio.
El contrato para la pintura del Retablo de san Baudilio destinado a la iglesia parroquial de San Baudilio lo firmó con los obreros del templo en septiembre de 1448. La tabla central, única conservada en su lugar aunque mucho tiempo oculta bajo repintes barrocos, muestra en pie y de cuerpo entero al santo diácono, sobre un enlosado en perspectiva magistralmente resuelto, pero con abundantes oros en fondos y dalmática propios de un estilo anterior y ya superado en la Virgen dels Consellers. A este mismo retablo perteneció otra tabla con la Decapitación de san Baudilio. Puesta por Chandler R. Post en relación con el círculo de los Vergós, en mayo de 2017 se ha incorporado al MNAC procedente de la colección Barraquer de San Felíu de Guixols.
A partir de esta tabla, y a pesar de notables diferencias, se ha puesto también en relación con el mismo retablo una tercera pieza que podría representar el juicio de San Baudilio por el rey, conservada en la colección de Hans Rudolf Gerstenmaier, con la que en 2001 se expuso como San Esteban conducido ante el rey y de escuela catalana del siglo XVI.
Se ha relacionado también con Dalmau la pintura mural del arcosolio de la sepultura de Sancha Ximenis de Cabrera en la catedral de Barcelona, obra de Pere Oller. Aunque la diferencia de soporte en relación con las restantes obras conservadas hace difícil la comparación no se trataría de la única pintura mural ejecutada por Dalmau, pues consta que en 1454 contrató la pintura de unos ángeles de piedra y el dorado y policromado de la pared de la capilla de San Telmo en el desaparecido convento de Santa Clara de Barcelona.